# Emanuel Nobel
Emanuel Ljudvigovič Nobel (pronuncia: [nobél]) (Эммануил Людвигович Нобель; San Pietroburgo, 10 giugno 1859 – Stoccolma, 31 maggio 1932) è stato un magnate del petrolio russo-svedese, figlio maggiore di Ludvig Nobel e della sua prima moglie, Mina Ahlsell, suo nonno era Immanuel Nobel e suo zio Alfred Nobel.

## Uomo d'affari
Dopo la morte del padre, nel 1888, Emanuel Nobel prese le redini dell'azienda petrolifera della famiglia Nobel, la Branobel: la più grande compagnia petrolifera d'Europa, un impero del petrolio che aveva sede a Baku e della quale lui con i suoi fratelli e sorelle erano di gran lunga i principali azionisti, seguiti dai suoi zii Alfred e Robert.
Carl Nobel, il fratello di Emanuel, fu posto a capo della Machine-Building Factory Ludvig Nobel.
Emanuel Nobel fu un uomo d'affari molto lungimirante, proprio come suo padre, che aveva promosso la costruzione del primo oleodotto della Russia e nel 1878 della prima petroliera al mondo, così come dei primi carri cisterna ferroviari al mondo nel 1883.
Il 16 febbraio 1898 a Berlino Emanuel firmò un accordo di licenza con Rudolf Diesel, dopo averlo sentito descrivere il suo nuovo motore in una conferenza pubblica. 
L'accordo permise a Nobel di costruire la prima fabbrica di motori diesel del mondo a San Pietroburgo e di utilizzare i motori per la propulsione della flotta di petroliere della Branobel.
Emanuel condusse Baku ad un ruolo dominante nell'industria petrolifera globale e le attività della Branobel presto si sviluppato in tutto il Mar Caspio, ed anche a Grozny e Dosser.
Nel 1888 Emanuel ebbe come ospite a Baku lo zar Alessandro III e Marija Fëdorovna e su personale richiesta dello zar, accettò la cittadinanza russa.
Dal 1891 al 1917 Sua eccellenza Emanuel Nobel fece inoltre parte del Comitato di sconto della Banca di Stato dell'Impero Russo.
Rimase a capo della compagnia fino a quando fu costretto a fuggire dalla Russia, nell'estate del 1918.

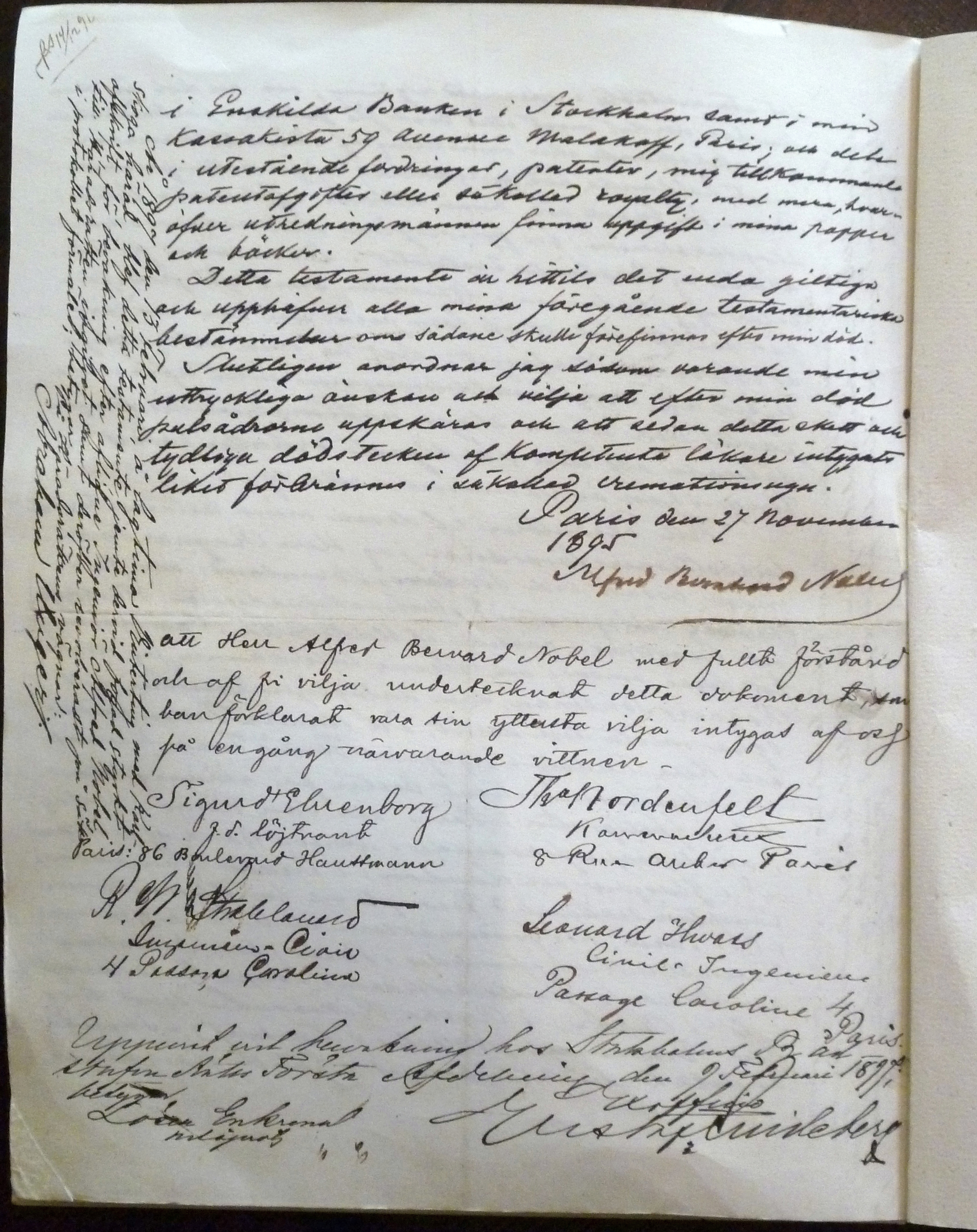
Ultima pagina del testamento di Alfred Nobel del 1895.

## Il testamento di Alfred Nobel
Quando Alfred Nobel morì, nel 1896, ed il suo testamento aperto, gli eredi di suo fratello maggiore Robert, scontenti dal fatto che la maggior parte del patrimonio del loro zio era stato destinato alla creazione della Fondazione Nobel e dei Premi Nobel, iniziarono un'azione legale per invalidarlo.
Emanuel Nobel, tuttavia, come capo del ramo cadetto della famiglia, svolse un ruolo fondamentale nel sostenere il rispetto della volontà dello zio, arrivando a supplicare dinanzi al re Oscar II; un accordo con gli eredi di Robert Nobel fu raggiunto nel 1898 permettendo così la creazione dei Premi Nobel.

## Collezioni d'arte
Come suo padre Ludvig, Emanuel Nobel era un appassionato collezionista d'arte.
Le stanze del palazzo della famiglia Nobel a San Pietroburgo e quelle della sua residenza estiva, Kirjola, sull'Istmo careliano, ospitavano una delle più importanti raccolte, dopo la Collezione Imperiale Romanov, di capolavori Fabergé e della pittura russa. 
Una parte considerevole delle collezioni conservate a San Pietroburgo fu salvata dalle mani dei Bolscevichi così come la maggior parte degli oggetti d'arte che arredavano Kirjola, che fu distrutta nel 1940, durante la Guerra d'inverno.

## Ultimi anni
La Rivoluzione russa costrinse Emanuel a fuggire dalla Russia nell'estate del 1919.
Dopo il sequestro delle proprietà della famiglia Nobel da parte dei bolscevichi, Emanuel a poco a poco si ritirò dalla direzione delle imprese di famiglia.
Non si sposò mai e morì nel 1932 in Svezia.